# Mario Romanelli
Mario Romanelli (n. 2 de agosto de 1920 - f. 19 de septiembre de 1989), militar argentino, perteneciente a la Fuerza Aérea, que funcionó como secretario de Aeronáutica desde el 17 de febrero de 1964 hasta el 28 de junio de 1966.

## Biografía
Como brigadier en situación de retiro, fue designado en el cargo de secretario de Aeronáutica por el presidente Arturo Umberto Illia el 17 de febrero de 1964 (Decreto N.º 1011, publicado el 21 de febrero de 1964). Sucedió al comodoro Martín R. Cairó.
El 28 de junio de 1966, los comandantes de las Fuerzas Armadas, reunidos en la Junta Revolucionaria, derrocaron al presidente Illia en un golpe de Estado. En estas circunstancias, Romanelli dejó de ejercer su cargo de secretario. Fue relevado por el comandante en jefe Adolfo Álvarez.